# Reinhard Hauschild (Offizier)
Reinhard Hauschild (* 14. April 1921 in Koblenz; † 25. Mai 2005 in Bonn) war ein deutscher Offizier, Journalist und Schriftsteller. Er benutzte die Pseudonyme Ulrich Mühlenfeld, Harald Müller-Roland, Thomas Ulrich und Lorenz Stahl.

## Leben
Reinhard Hauschild legte 1939 das Abitur am humanistischen Görres-Gymnasium in Koblenz ab. Danach wurde er zum Reichsarbeitsdienst eingezogen. Im Zweiten Weltkrieg war er Angehöriger des Panzerartillerie-Regiments 89 der Wehrmacht, zuletzt als Oberleutnant der Reserve. Während der Schlacht um Stalingrad erkrankte er; später wurde er in Ostpreußen verwundet.
Nach seiner Rückkehr aus der Kriegsgefangenschaft wurde er Journalist bei der Frankfurter Neuen Presse und beim Hessischen Rundfunk. Im November 1955 trat er in das Heer der Bundeswehr ein. 1956 wurde er erster Presseoffizier der Bundeswehr; im Bundesministerium der Verteidigung war er für die Öffentlichkeitsarbeit und im Pressereferat tätig. Ab 1961 war er Chefredakteur und Programmchef des Rundfunkbataillons in Andernach, aus dem später der Truppenbetreuungssender Radio Andernach entstand. 1964 wurde er als Nachrichtenchef beim Saarländischen Rundfunk beurlaubt. Von September 1969 bis September 1974 war er Kommandeur des Rundfunkbataillons / PSK-Sendebataillons 701. 1974/75 war er Kommandeur der Lehrgruppe und von April 1975 bis September 1980 Kommandeur der Schule der Bundeswehr für Psychologische Verteidigung in Euskirchen. Danach trat er außer Dienst.
In seiner aktiven Dienstzeit war er Redakteur/Herausgeber des Jahrbuches der Bundeswehr (1958; Breitkopf & Härtel) und des Jahrbuches des Heeres (1967–1979; Bernard & Graefe). Neben seinen historischen Romanen mit autobiographischen Anteilen war er auch Autor/Herausgeber von Sachbüchern über die Bundeswehr und den Zweiten Weltkrieg sowie von Bundeswehr-Sprüchesammlungen (siehe Soldatensprache).
Hauschild gehörte eine Zeit lang dem Deutschen Journalisten-Verband an. Er wurde dann Mitglied des Freien Deutschen Autorenverbandes. Zeitweise war er Landesvorsitzender in Nordrhein-Westfalen sowie geschäftsführender Vizepräsident (ab 1985) und Ehrenpräsident des Verbandes (ab 1990). 1985 gründete er eine FDA-Schreibwerkstatt in Bonn. Von 1984 bis 1990 war er Präsident des Wirtschaftspolitischen VCC-Clubs in Bonn, wo er zuletzt lebte. Er war Vater von drei Kindern. In Bonn war er Mitglied der katholischen Studentenverbindung KDStV Ascania Bonn im CV. 
Am 18. November 2015 wurde die frühere General-Delius-Kaserne in Mayen in die Oberst-Hauschild-Kaserne umbenannt.

## Schriften (Auswahl)
- plus minus null? Das Buch der Armee, die in dem eingeschlossenen Ostpreussen unterging. Schneekluth, Darmstadt 1952 (4. Auflage: Flammendes Haff. [Kriegsroman vom Untergang Ostpreußens]. Bublies, Schnellbach 2001, ISBN 3-926584-18-1). (autobiographisch)
- mit Hellmut H. Führing: Raketen. Die erregende Geschichte einer Erfindung. Athenäum-Verlag, Bonn 1958.
- Der Preis des Friedens. Europäische Verteidigung im Atomzeitalter. Verlag Winfried-Werk, Augsburg 1960.
- mit Eugen Beinhauer: Soldat im Heer (= Wehr-Taschenbücher. 1). Beinhauer, Bonn 1960.
- (Hrsg.): Die deutsche Bundeswehr. 2., überarbeitete Auflage, Athenäum-Verlag, Frankfurt am Main u. a. 1960.
- mit Eugen Beinhauer: Soldat in der Luftwaffe (= Wehr-Taschenbücher. 2). Beinhauer, Bonn 1962.
- …die Freiheit zu verteidigen…. Ein Bildband von der NATO. Athenäum Verlag, Frankfurt am Main u. a. 1962.
- Beurteilung für Hauptmann Brencken. Roman. Bertelsmann, München u. a. 1974, ISBN 978-3-570-02145-3.
- Das Buch vom Kochen und Essen. Ein Streifzug durch die Küchen und Kochtöpfe der Weltgeschichte. Seewald, Stuttgart-Degerloch 1975, ISBN 3-512-00368-0.
- mit: Ich glaub', mich knutscht ein Elch! Sprüche aus der Bundeswehr. Mittler, Herford 1980, ISBN 3-8132-0113-9.
- mit Horst Schuh: Ich glaub', mich tritt ein Pferd. … E. curieuses Militairbrevier. 5. Auflage, Mittler, Herford 1983, ISBN 3-8132-0160-0.
- (Hrsg.): Der springende Reiter. 1. Kavallerie-Division – 24. Panzer-Division im Bild. Dohany, Gross-Umstadt 1984, ISBN 3-924434-00-X.
- mit Ortwin Buchbender: Geheimsender gegen Frankreich. Die Täuschungsoperation "Radio Humanité" 1940. Mittler, Herford 1984, ISBN 3-8132-0191-0.
- (Hrsg.): Beatrix Hames: Die sieben Geschichten des Auges und andere Märchen. Halft, Hennef 1986, ISBN 3-925570-09-8.
- Der Delphin mit der blauen Perle. Frühe Erzählungen. R. Hauschild, Bonn 1993.
- Im Rachen der Schlange. Roman. Bublies, Schnellbach 2001, ISBN 3-926584-12-2. (autobiographisch)